# Das Traumschiff: Südsee
Das Traumschiff: Südsee ist ein deutscher Fernsehfilm unter der Regie von Michael Steinke, der am 26. Dezember 2003 im ZDF seine Premiere hatte. Es ist die 45. Folge der Fernsehserie Das Traumschiff.

## Handlung
Die Deutschland nimmt Kurs auf Polynesien. An Bord befinden sich viele Brautpaare, die auf der Südseeinsel Moorea den Bund fürs Leben schließen wollen. Aus diesem Grund findet auch eine Brautmodenschau statt. Auch Angelika Unger ist an Bord und ein wenig traurig, als sie all die „Bräute“ in ihren wunderschönen Kleidern sieht. Sie ist mit Rüdiger Kluge, einem verheirateten Mann, liiert und fragt sich, ob sie jemals ein Brautkleid tragen wird. Als sie von Rüdiger erfährt, dass er weitläufig mit Kapitän Paulsen verwandt sei, ist ihr das ziemlich unangenehm. Was wird der Kapitän davon halten, dass Rüdiger mit seiner Geliebten an Bord ist, geht es ihr durch den Kopf. Sie weiß nicht, dass Rüdiger ihr nur vorspielt, verheiratet zu sein. Als Kapitän Paulsen von Rüdigers Geschichte hört, ist auch ihm die Situation unangenehm und er dringt darauf, dass er Angelika die Wahrheit nicht länger verschweigen darf. Da Angelika inzwischen Zweifel gekommen sind hinsichtlich Rüdigers Ausweichen, sobald sie das Thema ansprechen will, lässt sie Paulsen in eine Falle tappen. Der Käpt’n bestätigt arglos die ihm von ihr in den Mund gelegten Angaben, die natürlich nicht mit dem übereinstimmen, was ihr Rüdiger über seine Familie erzählt hat. Rüdiger wird vom Kapitän darüber aufgeklärt, dass Angelika Bescheid weiß. Als er ihr später einen Heiratsantrag macht, lehnt sie ab und lässt ihn erstmal zappeln.
Auch Hermann und Gerda Hofer befinden sich auf dem Schiff, sie wollen ihr Ehebündnis auf Moorea erneut besiegeln zum Fest ihrer Goldenen Hochzeit. Es stellt sich heraus, dass die vor fünfzig Jahren auf einem Schiff geschlossene Ehe ungültig ist. Da Gerda Hofer zwar in ihrer Ehe nicht unglücklich ist, aber die bevormundende und sie vernachlässigende Art ihres Mannes Hermann nicht weiter so hinnehmen will, nimmt sie das zum Anlass ihrem Mann mitzuteilen, dass sie noch nicht wisse, ob sie ihm in Moorea überhaupt ihr Jawort geben wolle. Hermann Hofer, der mit einer solchen Reaktion Gerdas absolut nicht gerechnet hatte, ist erst einmal sprachlos, versucht aber in der Folgezeit, sein Verhalten zu ändern, auch wenn er immer mal wieder in alte Verhaltensmuster zurückfällt.
Auch Britta und Philipp sowie Arne und Daniela haben das „Hochzeits“-Angebot der Reederei angenommen, um den Bund fürs Leben in einer besonders romantischen Gegend zu schließen. Als sie sich jedoch wechselseitig auf dem Schiff entdecken, sind sie alles andere als erfreut. Britta und Arne sowie Philipp und Daniela waren nämlich einmal ein Paar und die jeweilige Verbindung zerbrach durch Untreue. Da ihre Kabinen sich direkt gegenüberliegen und sie auch beim Essen Tischnachbarn sind, beschließen sie, sich dadurch die Reise nicht verderben zu lassen und als erwachsene Menschen zu handeln und nett miteinander umzugehen. Mehr als einmal im Verlauf dieser Zeit, stellt sich jedoch heraus, dass man mit dem früheren Partner sehr viel mehr Gemeinsamkeiten hat, sei es die sportlichen Aktivitäten betreffend, den Ordnungssinn oder auch den Musikgeschmack.
Der neue Barkeeper Jens Friedrich hat ein ganz anderes Problem, er wird vom Kapitän herzitiert, weil Paulsen gesehen hat, wie er Raga, eines der Models, geküsst hat. Verbindungen des Personals mit Gästen des Schiffes sind nicht erlaubt. Jens kann dem Kapitän gegenüber richtigstellen, dass er und Raga schon seit zwei Jahren ein Paar sind und ebenfalls auf Moorea heiraten wollen. Bevor es dazu kommen kann, müssen jedoch bei der jungen Frau noch einige Familienangelegenheiten geklärt werden. Ragas Familie wohnt auf Bora Bora, wohin das Schiff unterwegs ist und dort erfährt Raga auch, dass ihr Vater einen schweren Unfall mit dem Boot hatte und im Krankenhaus liegt. Um ihre Familie zu unterstützen, verkauft Raga auf dem Schiff – mit Erlaubnis des Kapitäns – ihre schwarzen Perlen, von denen ihr Vater die kostbarste bei jedem Fang für sie zurückbehalten hatte. Mit Hilfe der polynesischen Legende, dass in den schwarzen Perlen die Magie des Glücks wohne und in der Südsee niemand ohne schwarzen Perlen heiraten würde, gelingt es dem jungen Paar, die Perlen gewinnbringend zu veräußern.
Auf Moorea angekommen, will der Bordfotograf Ben die einheimischen Musiker dazu bringen, die Einleitung „Treulich geführt“ aus dem Brautchor aus Richard Wagners Hochzeitsmarsch zu spielen oder zumindest „Ganz in Weiß“. Sie jedoch stimmen fröhliche Weisen ihrer Heimat an, worauf er komisch verzweifelt bemerkt: „Ja, ist schön, kennt aber in Deutschland kein Mensch.“ Die Brautpaare bereiten sich auf ihre Trauung vor, aber weder Arne noch Philipp können die Ringe finden. Das sportliche Paar Arne und Britta läuft zum Schiff zurück, um sie zu holen, in dieser Zeit finden Daniela und Philipp wieder zusammen und Arne und Britta gestehen sich ebenfalls ein, dass sie sich noch lieben. Das mit den Ringen war von Britta und Daniela geplant, die schon viel früher erkannt hatten, dass sie den jeweils falschen Partner heiraten wollten. Auch Hermann Hofer ist froh, dass seine Gerda seinen Antrag doch noch angenommen hat und auch Angelika hat ihren Rüdiger endlich erlöst und ihm ihr Jawort gegeben. Und auch Raga und Jens kommen rechtzeitig, um getraut zu werden. Glücklich verlassen die verliebten Paare nach der Trauung die kleine Kirche des Südseeparadieses. Noch einmal hält Kapitän Paulsen eine kleine Rede und übergibt Raga dann eine Kette aus schwarzen Perlen. Dr. Schröder bemerkt, dass es ja nicht ginge, dass ausgerechnet die Person, der alle Perlen ursprünglich einmal gehört hätten, nun keine einzige mehr besitze. Der Tag endet mit wirbelnden Feuern, die die Einheimischen zu Ehren des Fruchtbarkeitsgottes veranstalten, der über einen Regenbogen auf die Erde hinabgestiegen sei, in einer fast mythischen Atmosphäre.

## Hintergrund
Der Begriff Südsee ist eine gebräuchliche Bezeichnung für den Südpazifik. Zentrale Inselgruppen sind die Gesellschaftsinseln (Französisch-Polynesien/Tahiti), der Samoa-Archipel und die Fidschi-Inseln. Der Begriff Südsee wird häufig synonym mit Ozeanien und im engeren Sinne mit Polynesien verwendet (Polynesisches Dreieck). Moorea ist eine Insel im Süd-Pazifik, die politisch zu Französisch-Polynesien gehört. Moorea gehört zu den Inseln über dem Winde und ist die kleinere Schwester von Tahiti, in deren Sichtweite sie liegt. Bora Bora wiederum ist ein Atoll und gehört ebenfalls zu Französisch-Polynesien, aber zu den Inseln unter dem Winde. Im Film wird es so dargestellt als lägen Bora Bora und Moorea unmittelbar beieinander.
Einer polynesischen Legende nach wurde die Perlmuschel den Menschen von Oro gegeben, dem Gott des Friedens und der Fruchtbarkeit, der über einen Regenbogen auf die Erde hinabgestiegen sei. Es geht auch die Geschichte um, dass er dieses Geschenk aus Liebe zur schönen Prinzessin der Insel Bora-Bora gemacht habe.